# Schapfenmühle

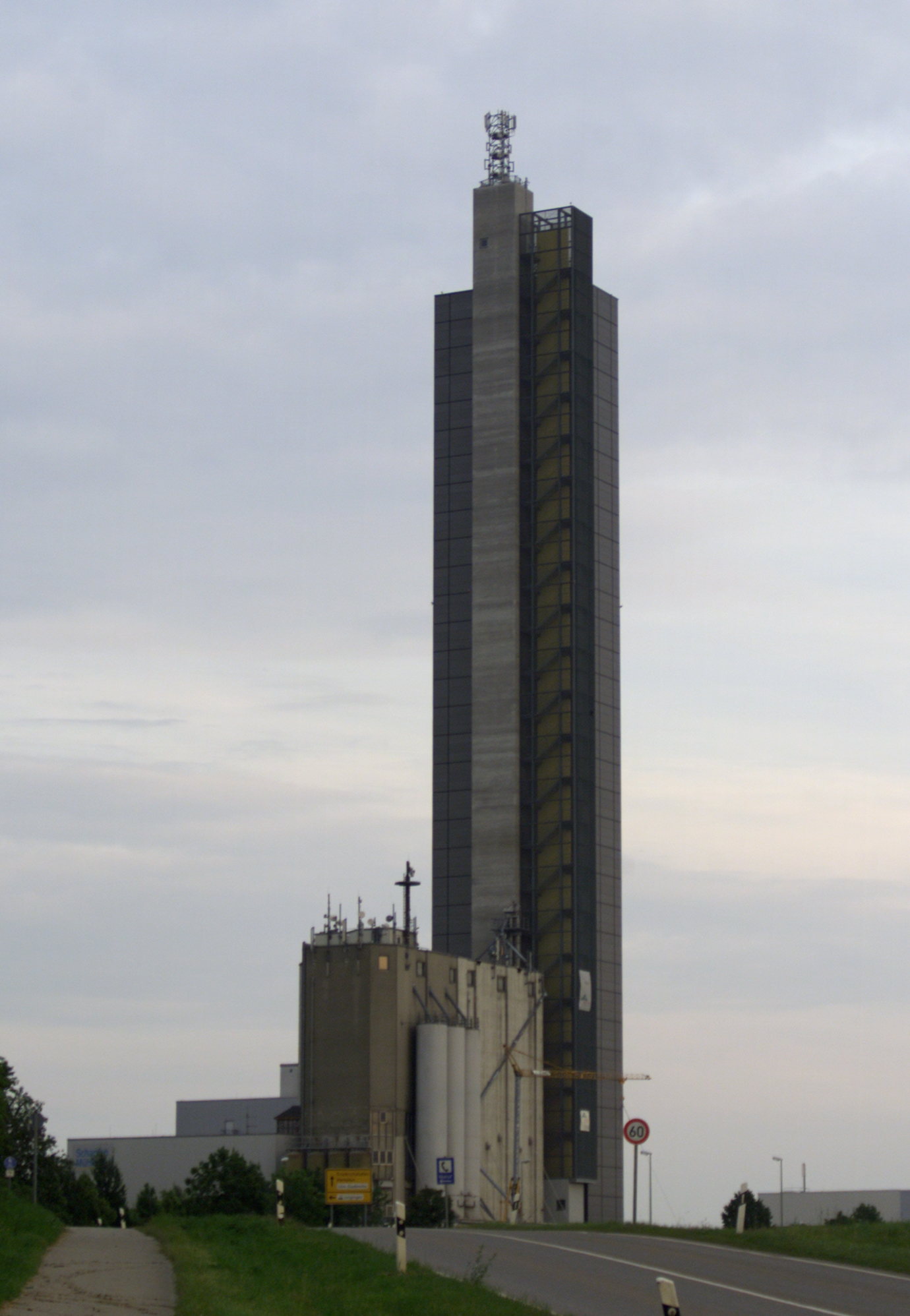
Nord-West-Ansicht des Getreidesilos

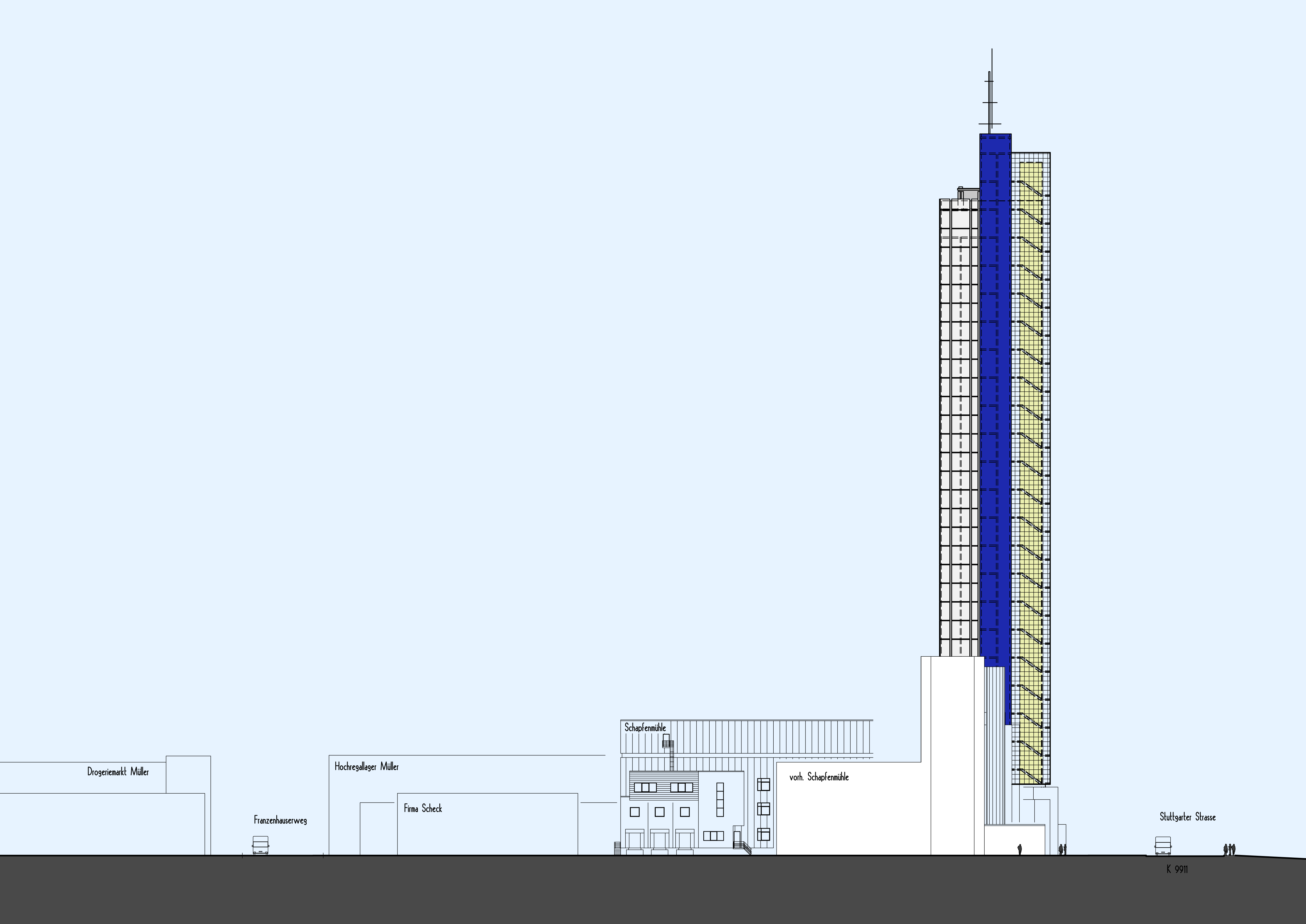
Entwurf des Siloturms mit Wirtschaftsgebäuden

Die Schapfenmühle ist eine Getreidemühle in Jungingen, einem nördlichen Stadtteil von Ulm am südöstlichen Rand der Schwäbischen Alb. Sie wurde 1452 erstmals urkundlich erwähnt und ist damit das älteste noch produzierende Unternehmen in der Stadt Ulm.

## Mühle
Die heutige Mühle wurde im Jahre 1985 fertiggestellt, nachdem die Mühle am ursprünglichen Standort am Weinhof im Ulmer Fischerviertel am Pfingstsonntag 1983 einem Brand zum Opfer gefallen war. Sie hat eine Mahlleistung von rund 100 Tonnen in 24 Stunden. 1991 wurde die Mühle um eine Schälmühle erweitert, in welcher ebenfalls rund 100 Tonnen Getreide pro Tag geschält wird. Das Getreide stammt von rund 500 landwirtschaftlichen Betrieben aus Baden-Württemberg und Bayern im Umkreis von 50 bis 60 km. Verarbeitet werden alle Arten von Getreide. Zu den Produkten gehören Mehle, Flocken aller Getreidearten sowie Backmischungen. An die Mühle sind eine Mischanlage sowie eine Versuchsbäckerei angeschlossen.

## Getreidesilo
Das Getreidesilo der Schapfenmühle wurde von Juni 2004 bis Januar 2005 erbaut und erreicht auf einer Grundfläche von 10,1 × 16,7 m² eine Höhe von 116 m bis zur Gebäudeoberkante und knapp 125 m inklusive Antennenmast des Mobilfunkbetreibers E-Plus. Damit ist es das zweithöchste Getreidesilo der Welt, nachdem der damals 120 m hohe Henninger-Turm in Frankfurt am Main im Jahr 2013 abgerissen wurde. Lediglich der Swissmill Tower in Zürich ist mit 118 m bis zur Gebäudeoberkante höher. Den Entwurf des Silos verantwortet das heimische Büro Seidel Architekten. In Ulm ist der Siloturm, der zwischen 2005 und 2008 mit mehreren Architekturpreisen ausgezeichnet wurde, das dritthöchste Bauwerk und das zweithöchste Gebäude (neben dem Fernmeldeturm Ulm-Ermingen mit 162 m und dem Ulmer Münster mit 161,53 m).
In 30 Zellen im Inneren des Turms können rund 8.500 Tonnen Getreide gelagert werden. Die Aufnahmeleistung beträgt 120 Tonnen pro Stunde. Die Fassade der Südseite ist mit einer aus 1300 CIS-Solarmodulen bestehenden Photovoltaikanlage versehen, die jährlich etwa 70.000 kWh Strom produziert. Durch die senkrechte Montage erbringt die Anlage jedoch nur rund 70 Prozent der theoretisch möglichen Ausbeute.
Die Gesamtkosten des Bauwerks betrugen 6,24 Mio. Euro, davon wurden 1,56 Mio. Euro wegen der erwarteten Verbesserung der Marktstruktur vom Land Baden-Württemberg übernommen.